# Бад-Брамбах
Бад-Брамбах (нім. Bad Brambach) — громада в Німеччині, розташована в землі Саксонія. Входить до складу району Фогтланд, що підпорядковується земельній дирекції Кемніц.
Бад-Брамбах — найпівденніша громада землі Саксонія.
Площа — 43,83 км2. Населення становить 1807 ос. (станом на 31 грудня 2020).
Офіційний код району - 14 5 23 030. 

## Адміністративний поділ
Громада підрозділяється на 13 сільських округів. 

## Галерея

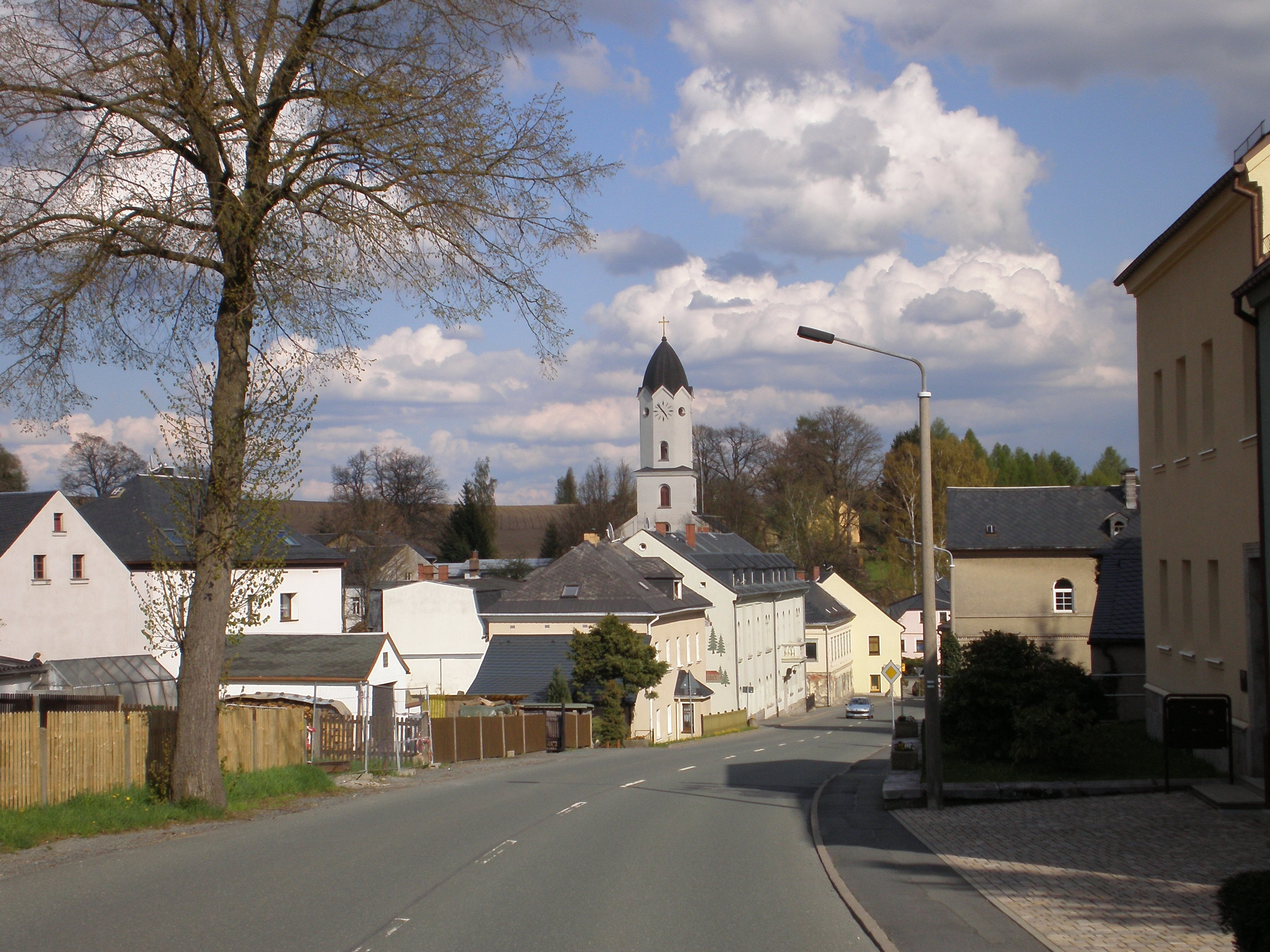
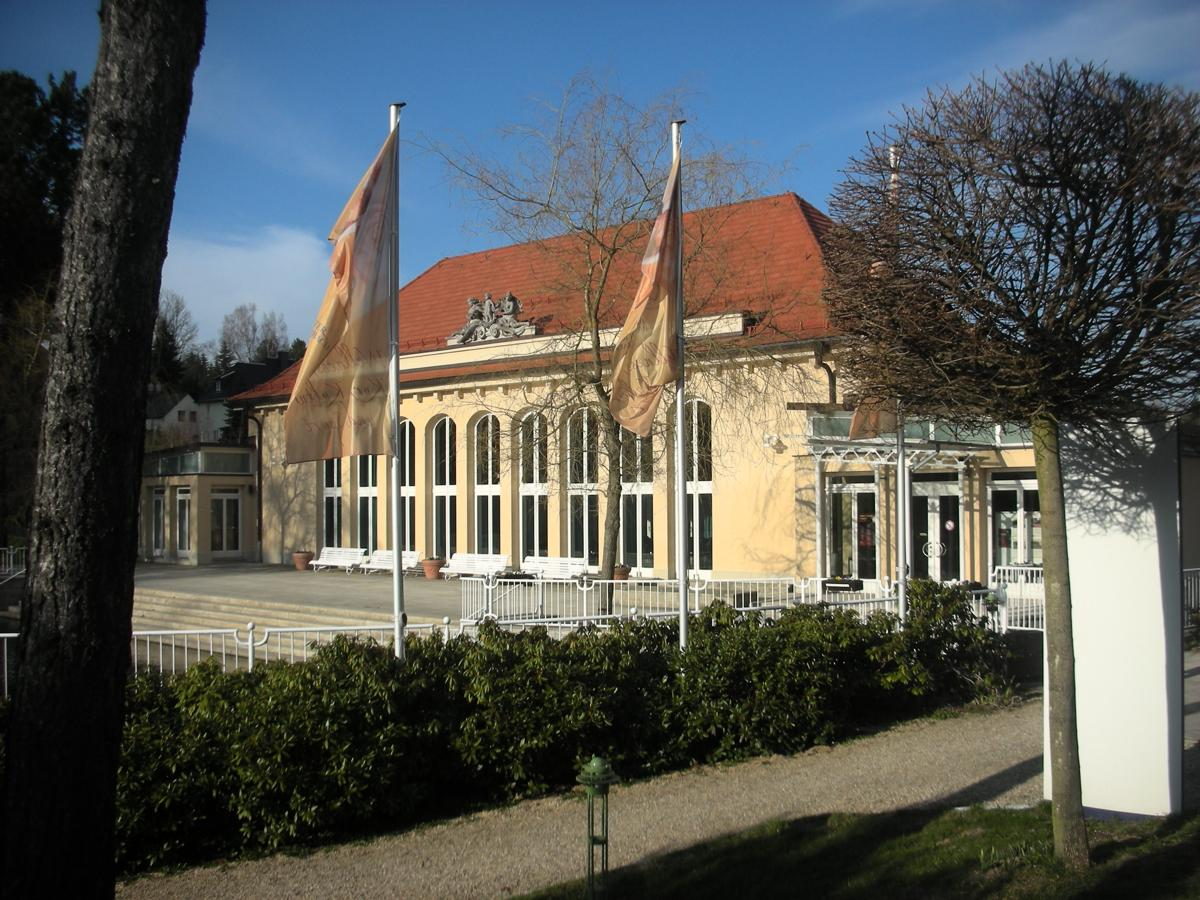
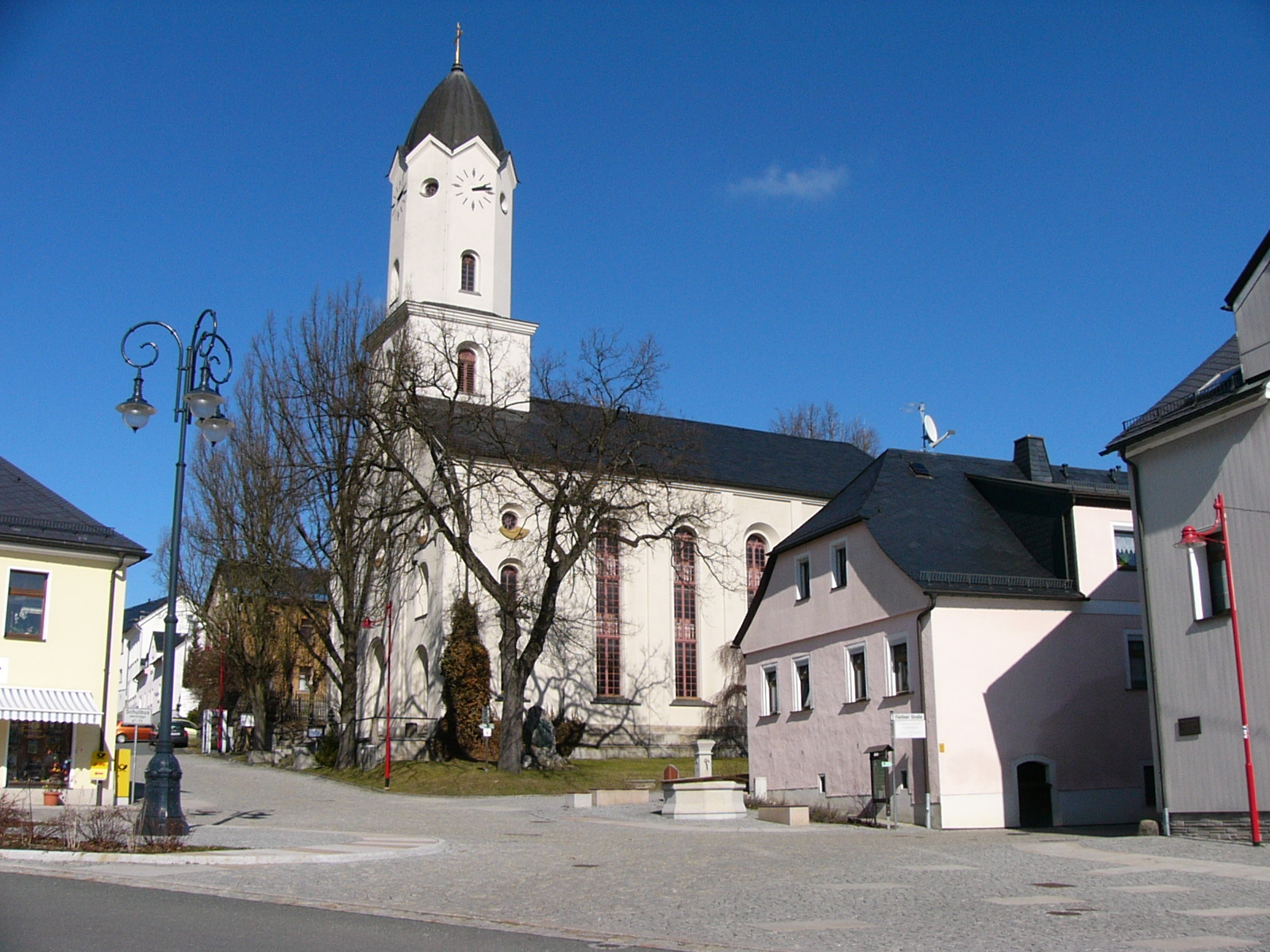